# Elektrická energie
Elektrická energie je schopnost elektromagnetického pole konat elektrickou práci. Z fyzikálního hlediska se jedná o fyzikální veličinu důležitou jak pro teorii elektromagnetického pole, tak pro elektrotechnické aplikace. Elektrická energie je jednou z nejvýznamnějších forem energie z hospodářského hlediska; její výroba a přenos tvoří podstatnou část energetiky. Je proto také významnou obchodovatelnou komoditou. 

## Elektrická energie jako fyzikální veličina
Elektrická energie je jedna z forem energie, kterou lze charakterizovat jako schopnost elektromagnetického pole konat elektrickou práci. Čím větší energii má elektromagnetické pole, tím více elektrické práce může vykonat.
Elektrická energie je součástí energie elektromagnetického pole, ze které ji lze formálně vydělit jen ve speciálních případech (elektrostatické pole). Zpravidla je však (zjevně či skrytě) nedílně svázána s energií druhého projevu elektromagnetického pole – energií magnetického pole.   
Schopnost přenášet elektrickou energii (přesněji: energii elektromagnetického pole) vyplývá z Maxwellových rovnic elektromagnetického pole, které toto pole přesně popisují. Vlastním přenašečem elektrické energie je vždy elektromagnetické pole jako takové (nikoliv elektrické napětí a nikoliv elektrický proud, které jsou jen vnějšími projevy tohoto pole). Energie elektromagnetického pole je také podstatou zářivé energie světla i elektromagnetického záření jiných částí spektra.
Spotřebovaná elektrická energie (úbytek elektrické energie) ΔE se rovná elektrické práci W vykonané elektromagnetickým polem:
{\displaystyle \Delta E=-W}
Spotřebovaná elektrická energie ve spotřebiči, jímž protéká stálý elektrický proud I po dobu t, a na jehož svorkách je stálé elektrické napětí U, se vypočte:
{\displaystyle E=U\cdot I\cdot t}
nebo též
{\displaystyle E=P\cdot t}, kde P je stálý elektrický příkon spotřebiče.
Kromě jednotky joule, značka J (s ekvivalentním pojmenováním wattsekunda, značka Ws) se pro elektrickou energii v praxi používá násobná jednotka kilowatthodina, značka kWh:
1 kWh = 3,6 MJ
Elektrická energie je jeden z druhů energie a je možné ji měnit na mechanickou energii, tepelnou energii (Jouleovo teplo), světelnou energii (což je jen jiná forma elektromagnetického pole), atd.

## Elektřina jako komodita
Elektřina je vyráběna v elektrárnách a k místu spotřeby je dálkově přenášena elektrickou přenosovou soustavou a místně rozváděna elektrickou distribuční soustavou. Tím se z elektřiny stává komodita, která má na komoditním trhu určitou cenu a je obchodována na burze. S elektřinou pro ČR se obchoduje na Evropské energetické burze, která má regionální pobočky (i v Praze).